# Твожаниці
Твожаниці (пол. Tworzanice, нім. Groß Tworsewitz) — село в Польщі, у гміні Ридзина Лещинського повіту Великопольського воєводства.
Населення — 330 осіб (2011).
У 1975-1998 роках село належало до Лешненського воєводства.

## Демографія
Демографічна структура станом на 31 березня 2011 року:
|          | Загалом | Допрацездатний вік | Працездатний вік | Постпрацездатний вік |
| -------- | ------- | ------------------ | ---------------- | -------------------- |
| Чоловіки | 171     | 40                 | 114              | 17                   |
| Жінки    | 159     | 31                 | 94               | 34                   |
| Разом    | 330     | 71                 | 208              | 51                   |